# Sjællandsgade (København)
 For alternative betydninger, se Sjællandsgade (Aarhus).
Sjællandsgade er en gade på Nørrebro i København, der går fra Nørrebrogade i sydvest til Tagensvej i nordøst. Et kort stykke af gaden mellem Prinsesse Charlottes Gade og Stevnsgade er lukket for trafik og kaldes også for Guldberg Byplads. Pladsen er omgivet af den ene af de to afdelinger af Guldberg Skole (tidligere Sjællandsgades Skole), Simeons Kirke og Sjællandsgade Bad.

## Historie
Gaden blev oprindeligt kaldt for Thranesvej efter grosserer L.E. Thrane, der ejede nogle grunde på stedet. Navnet blev ændret til Sjællandsgade i 1885. Dengang var det kun en kort gade, der forbandt Nørrebrogade med Prinsesse Charlottes Gade. I 1899 udformede stadsingeniør Charles Ambt imidlertid en generalplan for området øst for Prinsesse Charlottes Gade, hvorefter Sjællandsgade blev forlænget til Tagensvej i etaper. Det er formentlig Sjællandsgade, der har givet anledning til, at en række andre gader i kvarteret er opkaldt efter primært sjællandske lokaliteter.

## Bygninger
Sjællandsgade Skoles hovedbygning og gymnastiksal blev opført i 1887 efter tegninger af Hans Jørgen Holm. En nyere tilbygning tegnet af stadsarkitekt Hans Wright blev opført i 1921. Skolen blev fusioneret med Stevnsgade Skole til Guldberg Skole i 2006.
Simeons Kirke i nr. 12B er en dansk folkekirke. Den blev opført i 1914 med Johannes Magdahl Nielsen som arkitekt.
Sjællandsgade Bad i nr. 12A er en badeanstalt, der er tilbygget kirken. Den er opført i barokstil efter tegninger af Hans Wright. Den åbnede i 1917 som en af flere nye offentlige badeanstalter i byen. De andre lukkede dog, da private badeværelser blev almindelige senere i århundredet. Sjællandsgade Bad lukkede i 2010, men der blev efterfølgende stiftet en forening med henblik på at få den genåbnet, hvilket lykkedes i 2013. Som en del af arbejdet med genåbningen fik man også Kulturarvsstyrelsen til at frede badeanstaltens bygninger i 2012.
Stykket fra Guldbergsgade til Tagensvej ligger langs med den nordvestlige del af De Gamles By. Københavns Kommunes Sundheds- og Omsorgsforvaltningen ligger i nr. 40. Foran forvaltningen står granitskulpturen Guldskat, der blev udført af Ejgil Westergaard og opsat på stedet i 1990. Skulpturen er inspireret af H.C. Andersens eventyr af samme navn.
Bygningerne på den anden side af gaden er hovedsageligt etageejendomme fra 1920'erne. Nr. 9-13 blev opført for AAB i 1917-1918 efter tegninger af Johannes Strøm Tejsen. Nr. 15 blev opført i 1918-1919 efter tegninger af Christian Mandrup-Poulsen. Nr. 17-21 blev opført i 1921 efter tegninger af Einar Ambt og Axel Preisler.